# The Giving Pledge
The Giving Pledge, traduit par « promesse de don », est une campagne lancée par Warren Buffett et Bill Gates afin d'encourager les personnes les plus fortunées des États-Unis à s'engager en donnant la majeure partie de leur argent à des fins philanthropiques. La campagne s'oriente vers les milliardaires et fut rendue publique en 2010 par ses deux créateurs.

## Description de la promesse
Le site officiel écrit que c'est « une façon d'inviter les individus les plus fortunés des États-Unis et leurs familles à s'engager en donnant la majorité de leurs biens à la philanthropie. ». Le 28 avril 2011, 69 milliardaires américains avaient rejoint la campagne et promirent de donner minimum 50 % de leur fortune aux œuvres de charité. Un minimum de 125 milliards de dollars ont été promis par les 40 premiers donateurs (chiffre basé sur leur fortune en août 2010).
Selon la promesse, la donation peut s'effectuer soit durant la vie soit après la mort du donateur. La promesse est un engagement moral à donner, pas un contrat légal.

## Début de la campagne
En 2006, avant le début de la campagne, Warren Buffett avait engagé la plupart de sa fortune dans la fondation de Bill and Melinda Gates. Warren B. et Bill G. discutèrent de la possibilité d'encourager d'autres personnes fortunées à s'engager pour la philanthropie. Le 4 mars 2009, Bill Gates contacta David Rockfeller Sr. et lui demanda de présider une conférence, et D. Rockefeller Sr choisit la President's House à l'université Rockfeller de New-York City. Bill et Melinda Gates invitèrent les personnalités à y assister, et le 5 mai 2009, Patty Stonesifer et David Rockefeller Jr. (en) furent invités en tant qu'observateurs comme Rockfeller Sr, Buffett, et Gates hébergea les résidents new-yorkais Michael Bloomberg, Pete Peterson, Julian Robertson, George Soros et Chuck Feeney. Ainsi que les invités non new-yorkais Oprah Winfrey, Ted Turner, Eli et Edythe Broad, et John et Tashia Morgridge. La conférence se déroula de manière que 12 personnes parlent pendant 15 minutes chacune à propos de la philanthropie mais sans parler de donation.
L'existence de la conférence fut relayée dans la presse, créant de la curiosité à propos de la nature de la conférence. B. Gates et W. Buffet organisèrent, par la suite, deux dîners pour les personnes ayant assisté à la conférence, la liste ne fut pas rendue publique. Le deuxième dîner eut lieu à la New York Public Library en novembre 2009, où assistèrent Kenneth et Elaine Langone ainsi que Gerry et Marguerite Lenfest entre autres. Ce fut durant ce dîner que Marguerite Lenfest proposa que « le riche devrait s'asseoir, décider la somme nécessaire pour sa descendance, et décider quoi faire avec le reste ». Le troisième dîner se déroula à Menlo Park en Californie en décembre 2009, à l'hôtel Rosewood Sand Hill où assistèrent, entre autres, John et Ann Doerr ainsi que John et Tashia Morgridge.
En juin 2010, la campagne The Giving Pledge fut officiellement annoncée, Bill Gates et Warren Buffett donnèrent la notice pour être éligible en tant que donneur.

## Élargissement aux autres pays
Warren Buffett dit qu'il souhaitait rencontrer des personnes fortunées en Inde et en Chine afin de discuter de philanthropie et espérait que cette idée de générosité se propagerait. Il déclara : « Nous espérons que l'Amérique, qui est la société la plus généreuse sur Terre, devienne de plus en plus généreuse avec le temps. »
Les milliardaires français Arnaud Lagardère et Liliane Bettencourt furent aussi approchés par Buffett mais refusèrent d'entrer dans The Giving Pledge et de commenter l'affaire.
En France, Serge Weinberg et Denis Duverne lancent en décembre 2018 une initiative intitulée "Changer par le don", inspirée de The Giving Pledge,. 

## Signataires
Les signataires à l'organisation The Giving Pledge en mars 2012:
- Paul Allen
- John D. Arnold et sa femme Laura
- Nicolas Berggruen
- Michael Bloomberg
- Eli Broad et sa femme Edythe
- Warren Buffett
- Steve Case et sa femme Jean
- Patrick Soon-Shiong et sa femme Michele Chan
- Tobias Christen
- Leon Cooperman sa femme Toby
- Bill Cummings et sa femme Joyce
- Ray Dalio et sa femme Barbara
- John Paul DeJoria
- Barry Diller et Diane Von Furstenberg
- John Doerr et sa femme Ann
- Larry Ellison
- Chuck Feeney
- Ted Forstmann
- Philip Frost et sa femme Patricia
- Bill and Melinda Gates
- David Green sa femme Barbara
- Jeff Greene
- Harold Hamm et sa femme Sue Ann
- Lyda Hill
- Barron Hilton
- Jon Huntsman, Sr. et sa femme Karen
- Carl Icahn
- Irwin M. Jacobs et sa femme Joan
- George Kaiser
- Vinod Khosla et sa femme Neeru
- Sidney Kimmel
- Richard Kinder et sa femme Nancy
- Kenneth Langone et sa femme Elaine
- H.F.(Gerry) Lenfest et sa femme Marguerite
- Lorry I. Lokey
- George Lucas
- Duncan MacMillan et sa femme Nancy
- Alfred E. Mann
- Joe Mansueto et sa femme Rika
- Bernard Marcus et sa femme Billi
- Michael Milken et sa femme Lori
- George P. Mitchell
- Tom Monaghan
- John Morgridge et sa femme Tashia
- Dustin Moskovitz
- Pierre Omidyar et sa femme Pam
- Bernard Osher et sa femme Barbro
- Ronald Perelman
- Peter George Peterson
- T. Boone Pickens
- Azim Premji
- Julian Robertson
- David Rockefeller
- Edward W. and Deedie Potter Rose
- David M. Rubenstein
- Herb et Marion Sandler
- Denny Sanford
- Roger W. Sant et sa femme Vicki
- Lynn Schusterman
- Walter Scott, Jr.
- Thomas Secunda et sa femme Cindy
- Jim et Marilyn Simons
- Harold Simmons et sa femme Annette
- Jeff Skoll
- Tom Steyer et sa femme Kat Taylor
- James E. Stowers et sa femme Virginia
- Ted Turner
- Sanford Weill et sa femme Joan
- Shelby White, veuve du non-signataire Leon Levy
- Hansjörg Wyss
- Charles Zegar et sa femme Merryl Snow Zegar
- Mark Zuckerberg